# Summi pontificatus

Wappen Papst Pius’ XII.

Summi pontificatus ist die erste Enzyklika des Papstes Pius XII. vom 20. Oktober 1939. Pius XII. warnte darin vor Theorien, die die Einheit des Menschengeschlechts leugneten, und vor der Vergöttlichung des Staates, die allesamt zu einer wahren „Stunde der Dunkelheit“ führten.

## Gegen Rassismus und jede Gewaltherrschaft
In seiner kurz nach Beginn des Zweiten Weltkriegs herausgegebenen Enzyklika wandte Pius XII. sich gegen Rassismus und den Herrschaftsanspruch von Diktaturen und die Besetzung Polens. Sie enthielt die Verurteilung der grundsätzlichen Irrtümer der Zeit, vor allem des totalen Staates. Sie betonte die Unantastbarkeit der Familie, da Mensch und Familie vorstaatlich sind. Hierzu erinnerte er daran, dass die weltliche Staatsgewalt vom Schöpfer gewollt sei, damit sie es dem Menschen leichter mache, im zeitlichen Bereich die körperliche, geistige und moralische Vollkommenheit zu erlangen, und ihm helfe, sein übernatürliches Ziel zu erreichen.
Er verweist auf das Naturrecht und seine unveränderlichen Gesetze, an die sich die Völker und Staaten zu halten hätten. Damit übte er Kritik an der Rassenideologie des Nationalsozialismus. Die Worte waren so deutlich antirassistisch, dass alliierte Flugzeuge Tausende von Kopien über Deutschland abwarfen, um den Antirassismus zu unterstützen. Diese Enzyklika wurde in Deutschland verboten, die Hitlerjugend wurde damals beauftragt, alle Kopien einzusammeln und zu vernichten. Der Papst warnte deutlich vor Europas Diktatoren und rief die Vorstellung des heiligen Paulus von einer Welt, in der es weder Heiden noch Juden gebe, sondern alle eins seien in Christus, in Erinnerung.
Unter anderem bringt Pius XII. zum Ausdruck, dass das Geschick der Menschheit dem Naturrecht unterliege, das in Gott begründet sei, dem Schöpfer und Vater aller, dem allmächtigen Richter.

## Solidarität und Gesellschaft
Hierzu führt Pius XII. in seiner Enzyklika aus, dass ein weit verbreiteter Irrtum darin liege, dass man das Gesetz der Solidarität und Liebe zwischen den Menschen in Vergessenheit geraten lasse. Die Anerkennung der königlichen Rechte Christi und die Rückkehr des Einzelnen und der Gesellschaft unter das Gesetz seiner Wahrheit und seiner Liebe sei der einzige Weg des Heils. Denn jeder Institution liegt eine Sicht des Menschen und seines Schicksals zugrunde, auf die sie ihre Urteilskriterien, ihre Wertehierarchie und ihre Verhaltenslinie beziehen würden. Das treffe im höchsten Maße auf den Staat zu: „Eine irrige Sicht des Menschen hat auf dieser Ebene schwerwiegende Konsequenzen für alle Bereiche des gesellschaftlichen Lebens. Einzig die göttlich geoffenbarte Religion hat in Gott, dem Schöpfer und Erlöser, klar den Ursprung und das Ziel des Menschen erkannt.“

## Summi pontificatusals Nachfolgerin der „verborgenen Enzyklika“?
In der geplanten Enzyklika Humani generis unitas (über die Einheit des Menschengeschlechts; teilweise auch als Societas Unio zitiert) von Papst Pius XI. sollte die nationalsozialistische Rassenideologie verurteilt werden. Der Papst hatte seinen deutschen Berater Gustav Gundlach und zwei weitere Jesuiten mit dem Verfassen eines Entwurfes beauftragt. Es kam allerdings nicht zur Veröffentlichung der Enzyklika, die Arbeiten an dem Text konnten nicht zu Lebzeiten des Papstes abgeschlossen werden, auch waren die Auswirkungen einer Veröffentlichung ungewiss. Teile des Konzeptes der „verborgenen Enzyklika“ wurden allerdings später von Pius XII. in der Enzyklika Summi pontificatus eingearbeitet, vermutlich von Nr. 27 bis Nr. 77 (dt. Text).